# Arteria anonima
L'Arteria anonima, detta anche tronco arterioso brachiocefalico, è il primo ramo dell'aorta.

## Percorso
È il più grosso dei rami aortici (15 mm di diametro); lunga circa 3,5 cm si origina dall'arco aortico e si porta verso la porzione destra del collo, diramandosi a livello dell'articolazione sterno-clavicolare, nell'arteria carotide comune destra e l'arteria succlavia destra.
Non vi è corrispondenza del tronco brachiocefalico sul lato sinistro del corpo: infatti la carotide comune sinistra e la succlavia sinistra originano direttamente all'esterno dell'arco aortico, sebbene vi siano comunque due vene brachiocefaliche.

## Rapporti
L'arteria anonima è posta dietro il manubrio dello sterno ed è incrociata dalla vena brachiocefalica sinistra, che va a formare, con l'omonima del lato destro, la vena cava superiore.
È anche in rapporto diretto con la trachea, con la pleura e il polmone destro e con la zona di origine dell'arteria carotide comune sinistra.